# Női 3 méteres szinkronugrás a 2014-es nemzetközösségi játékokon
A női 3 méteres szinkronugrást a 2014-es nemzetközösségi játékokon július 30-án, este rendezték meg, az edinburgh-i Royal Commonwealth Pool-ban.
A versenyszámot az angol Alicia Blagg, Rebecca Gallantree összeállítású duó nyerte, az ezüstérmet a kanadaiak párosa, Jennifer Abel és Pamela Ware szerezte meg, míg a harmadik hely az ausztráloké lett, Maddison Keeney-é és  Anabelle Smith-é.

## Eredmények
| # | Tagállam   | Név                               | Ugrások | Ugrások | Ugrások | Ugrások | Ugrások | Össz. pontszám |
| # | Tagállam   | Név                               | 1       | 2       | 3       | 4       | 5       | Össz. pontszám |
| - | ---------- | --------------------------------- | ------- | ------- | ------- | ------- | ------- | -------------- |
|   | Anglia     | Alicia Blagg / Rebecca Gallantree | 49,20   | 49,80   | 65,70   | 63,00   | 72,54   | 300,24         |
|   | Kanada     | Jennifer Abel / Pamela Ware       | 51,00   | 47,40   | 68,40   | 60,45   | 68,40   | 295,65         |
|   | Ausztrália | Maddison Keeney / Anabelle Smith  | 49,20   | 46,20   | 63,90   | 68,82   | 66,60   | 294,72         |
| 4 | Ausztrália | Anna Gelai / Esther Qin           | 49,80   | 50,40   | 60,30   | 65,70   | 63,90   | 290,10         |
| 5 | Malajzia   | Cheong Jun Hoong / Loh Zhiayi     | 50,40   | 50,40   | 66,60   | 51,24   | 64,80   | 283,44         |
| 6 | Malajzia   | Nur Dhabitah Sabri / Ng Yan Yee   | 44,40   | 47,40   | 69,30   | 58,59   | 63,00   | 282,69         |